# Войско (община Водице)
Вижте пояснителната страница за други значения на Войско.
Войско (на словенски: Vojsko) е село в Словения, регион Средна Словения, община Водице. Според Националната статистическа служба на Република Словения през 2015 г. селото има 144 жители.